# Vaal
El Vaal és un riu del nord-est de Sud-àfrica, l'afluent més gran de l'Orange.
Neix a les Drakensberg (serralada a l'est de Johannesburg) i després segueix una direcció sud-oest fins a unir-se a l'Orange al sud-oest de Kimberley. Durant bona part del seu recorregut fa de frontera entre les províncies d'Estat Lliure i Mpumalanga (antigament part del Transvaal, que rebia aquest nom per estar situat al nord del riu).
El seu nom prové d'un mot afrikaans homònim que significa pàl·lid o descolorit, en referència als tons grisosos que adopta durant les crescudes (quan baixa carregat de sediments).
Pateix un ús humà intensiu, tant per irrigar camps com proveint les necessitats d'aigua per a la indústria del Witwaterrand i l'Estat Lliure.